# Julius Klee (Schauspieler)
Julius Klee (* 17. September 1899 in Heldburg; † 28. Juni 1989 in Karl-Marx-Stadt) war ein deutscher Schauspieler.

## Leben
Julius Klee wuchs in seiner Geburtsstadt auf, wo sein Vater als Hofgärtner und Kastellan auf der Veste Heldburg arbeitete. Während seiner Lehrzeit bei der Deutschen Hypothekenbank Meiningen lernte er Otto Graf kennen. 1919 gründete Klee in Hildburghausen eine Laientheatergruppe, 1920 stieß er zu den Oberschlesischen Volksspielen. 1924 wurde er in Weimar engagiert, dort traf er Otto Graf wieder, bei dem er Sprechunterricht nahm. Weitere Stationen seiner Bühnenlaufbahn waren zunächst Mannheim und Recklinghausen, außerdem spielte Klee an linken Kleinkunstbühnen.
Während der Zeit des Nationalsozialismus arbeitete Klee vornehmlich beim Rundfunk, erst nach Kriegsende setzte er seine Bühnentätigkeit fort. 1945 kam er nach Stendal, anschließend gastierte er in Bernburg (Saale) und Staßfurt. Schließlich erhielt Klee ein Engagement an den damaligen Städtischen Bühnen in Karl-Marx-Stadt, denen er von 1955 bis 1983 angehörte und wo er später zum Ehrenmitglied ernannt wurde. Seine bedeutendste Rolle war dort die Titelfigur in Gotthold Ephraim Lessings Stück Nathan der Weise. Daneben leitete Julius Klee 20 Jahre den Dramatischen Zirkel der Bezirksbehörde der Deutschen Volkspolizei, der als späteres Laientheater 1963 einen Preis im Volkskunstwettbewerb der DDR gewann.
Ab den 1950er-Jahren wirkte Klee gelegentlich auch vor der Kamera, so unter anderem in den DEFA-Spielfilmen Die Geschichte vom kleinen Muck und Leuchtfeuer unter der Regie von Wolfgang Staudte. Klee verstarb im damaligen Karl-Marx-Stadt, sein künstlerischer Nachlass wird vom Stadtarchiv Chemnitz verwaltet.

## Filmografie
- 1953: Die Geschichte vom kleinen Muck
- 1954: Leuchtfeuer
- 1958: Im 6. Stock
- 1960: Hatifa
- 1960: Das verdächtige Subjekt
- 1960: Kredit bei Nibelungen
- 1960: Wasser für Canitoga
- 1962: Kidnapper
- 1962: Spuk
- 1968: Ich – Axel Cäsar Springer
- 1971: Standesamt – Eintritt frei
- 1975: Die Spuren des Helfried Pappelmann
- 1976: Die Entführung